# GLITTER☆
GLITTER☆（グリッター）は、福岡県福岡市で結成された女性ローカルアイドルユニットである。

## 概要
2011年秋福岡県福岡市で結成されたダンスボーカルアイドルユニット。badonkadonk entertainment所属。
「あなたの隣に住んでいる身近な女の子」をコンセプトに、ライブハウスや商工会関連イベントの野外ライブなどで活動。
公式キャッチコピーは「世界を相手に戦っています！カラフルポップなおかしな集団！」。
2013年5月24日放送のTBS系列『有吉ジャポン』内において、メンバーの「ゆみーる」に密着取材した模様が取り上げられ、それまでは福岡県内でも低かった知名度（なお、福岡は1998年10月結成の小梅伍（こうめファイブ）まで遡り、女性アイドルグループの歴史・数の多さなどから、ローカルアイドルの激戦区として知られている。）が、インターネットユーザーを中心に急上昇するという現象が見られた。
2016年1月1日放送のフジテレビ系列『ワイドナショー』元旦スペシャル内で、出演者のHKT48指原莉乃（指原自身も熱心なアイドル・フリークとして有名）が、やはり「ゆみーる」を「2016年にブレイクする人」として紹介している。
2016年度より、活動の拠点を東京都内に移した為、これをもって「ローカルアイドル」としての活動形態でなくなった。

## メンバー
- まゆねーず（1988年8月17日生まれ）
- ゆみーる（1995年10月12日生まれ）
- しおっぷ（1992年4月1日生まれ）

※2016年7月時点。

### 旧メンバー
| 名前       | 活動期間         |
| ---------- | ---------------- |
| こゆっきー |                  |
| さやや     | ～2016年6月11日  |
| あいきゃる |                  |
| かなかな   | ～2016年7月11日  |
| わーきゅん | ～2016年7月11日  |
| ねね       | ～2016年7月11日  |
| えりりん   | ～2019年4月30日  |
| ぴなここ   | ～2019年8月7日   |
| みるきぃゆ | ～2020年5月1日   |
| のわえる   | ～2021年10月24日 |

## ディスコグラフィ（いずれも予約限定発売）
- Can You Dig It?～私の恋はブラウニー～
- ふわり
- スタライメガネ

## テレビ出演
- 有吉ジャポン（2013年5月24日放送）
- ワイドナショーSP（2016年1月1日放送）